# Инвазија кондора
Инвазија кондора је епизода серијала Мали ренџер (Кит Телер) објављена у Лунов магнус стрипу бр. 391. Епизода је изашла у јануару 1980. године, имала 84 странице, и коштала 10 динара. Аутор насловнице је Бранко Плавшић. (Насловна страница је репродукција оригиналне насловнице једне од ранијих епизода.) Издавач је био Дневник из Новог Сада. Други део ове епизоде обављен је у ЛМС-392 под називом Писта смрти.

## Оригинална епизода
Оригинална епизода под називом Gli uomini condor (Људи кондори) изашла је у Италији у издању Sergio Bonnelli Editore у фебруару 1979. године под редним бројем 183. Коштала је 500 лира. Епизоду је нацртао Франческо Гамба. Насловницу је нацртао Франко Донатели.

## Кратак садржај
Кит и Френки у функцији извиђача доводе караван ирских досељеника до војног утврђења Форт Таксвел да би преноћили и кренули даље. Утврђење се налази близу Стеновите земље, велике пустиње у којој каубоји често трагају за златом, али се никада не враћају. Војска сумња на Апаче, али за то нема доказа. Упркос упозорењу команданта утврђења, караван креће преко Стеновите земље ка одредишту. Дан касније, војни гласник који је пристигао у утврђење обавештава команданта да је изнад Стеновите земље видео јато лешинара. Кит и Френки са групом војника крећу да извиде ствар и наилазе на стравичан призор -- цео караван је масакриран и опљачкан.
Док следе трагове нападача, Кита, Френкија и војнике нападају из ваздуха људи-кондори. Ради се о групи добро истренираних разбојника који возе хенг-глајдере и неочакивано нападају из ваздуха. "Кондори” убијају све војнике и заробе Френкија, док Кит успева да побегне. Кит прати банду све до њиховог тешко-приступачног пуебла у планини, након чега почиње да смишља план како да ослободи Френкија.